# 0-ZERO-
『Ø -ZERO-』（ゼロ）は、BREAKERZの6枚目のオリジナルアルバム。 2015年7月29日にZAIN RECORDSから発売された。

## 概要
- オリジナルアルバムとしては『GO』以来、4年ぶりのリリース。
- ベストアルバム『BREAKERZ BEST 〜SINGLE COLLECTION〜』以降に発売されたシングルで「RUSTY HEARTS」は未収録となった。
- DAIGOによる作曲ナンバーが4曲、AKIHIDE作曲ナンバーが4曲、SHINPEI作曲ナンバーが2曲。作詞はDAIGOが8曲を手がけたほか、「Dark Night」はAKIHIDEによる作詞作曲ナンバーとなる。
- 初回限定盤特典には、BREAKERZ初のカウントダウンライブ＜BREAKERZ COUNTDOWN LIVE 2014-2015＞の模様を“PART-2014”および“PART-2015”に分け、通常盤はトレーディングカードが封入されている。

## 収録曲
1. Ø -ZERO- [3:51] 
  - 作詞・作曲：DAIGO / 編曲：BREAKERZ、宅見将典
2. WE GO (Ø -ZERO- Version) [3:41]
  - 作詞・作曲：DAIGO / 編曲：BREAKERZ、宅見将典

15thシングルのアルバムバージョン。
3. Daydreamer [3:23] 
  - 作詞：DAIGO / 作曲：AKIHIDE / 編曲：BREAKERZ
4. RUN AND RUN [3:45]
  - 作詞・作曲：DAIGO / 編曲：BREAKERZ
5. fate [4:09] 
  - 作詞：DAIGO / 作曲：AKIHIDE / 編曲：BREAKERZ
6. My Sweet Rose [4:09]
  - 作詞：DAIGO / 作曲：AKIHIDE / 編曲：BREAKERZ
7. Dark Night [3:45] 
  - 作詞・作曲：AKIHIDE / 編曲：BREAKERZ
8. Cry and Alive [3:53]
  - 作詞・作曲：DAIGO / 編曲：BREAKERZ
9. OUTRAGE [2:50] 
  - 作詞・作曲：SHINPEI / 編曲：BREAKERZ

BREAKERZ全作品を通じてSHINPEI作詞ナンバーが収録されるのは初[1]。
10. WE ARE [4:24]
  - 作詞：DAIGO / 作曲：SHINPEI / 編曲：BREAKERZ

## 初回特典DVD収録内容

### 初回限定盤A
BREAKERZ COUNTDOWN LIVE 2014-2015 PART-2014
1. 激情
2. NO SEX NO LIFE
3. Everlasting Luv
4. Miss Mystery
5. DEAR LIAR
6. CLIMBER×CLIMBER
7. 月夜の悪戯の魔法
8. 世界は踊る
9. アオノミライ
10. BUNNY LOVE
11. スマイル 100%
12. BAMBINO 〜バンビーノ〜
13. B.R.Z ～明日への架橋～
14. OFF SHOT

### 初回限定盤B
BREAKERZ COUNTDOWN LIVE 2014-2015 PART-2015
1. カウントダウン～SUMMER PARTY
2. REAL LOVE 2010
3. 絶対! I LOVE YOU
4. DESTROY CRASHER
5. WE GO
6. 灼熱
7. Angelic Smile
8. 光
9. Destruction
10. OFF SHOT

## 参加ミュージシャン
- 渡辺豊 - ドラム演奏(#1)
- 土橋誠 - ドラム演奏(#2)
- 石井裕也 - ドラム演奏(#3,6)
- 永井利光 - ドラム演奏(#4,5,9,10)
- 山崎慶 - ドラム演奏(#7,8)
- 宅見将典 - ベース(#1)、プログラミング(#1,2)
- 松浦貴文 - ベース演奏(#2,4,7,8,9)
- 浜崎賢太 - ベース演奏(#5,10)
- 二家本亮介 - ベース演奏(#3)
- 白須今 - バイオリン演奏(#5)
- 杉直樹 - キーボード演奏(#6)